# 新鄉 (堡里)
新鄉，是台灣東部自清治時期至日治初期的一個行政區劃，以新開園庄（今池上鄉錦園村）為中心，清朝時期下轄二堡：新開園堡、璞石閣堡，日治時期二堡廢除，新鄉直接下轄庄、村、社。其日治時期範圍包括今台東縣的關山鎮、池上鄉。
新鄉北邊為奉鄉，東邊為廣鄉，南邊為南鄉，西邊為蕃地。

## 管轄街庄

### 清治時期
新鄉共轄2堡，新開園堡下轄10庄，璞石閣堡下轄15庄：
- 新開園堡：馬加祿庄、萬人埔庄、客人城庄、新庄、下撈灣庄、大庄、新開園庄、麻□志林庄、蛇竹窩庄、大港口庄
- 璞石閣堡：沙荖庄、打麻園庄、觀音山庄、麻汝庄、烏鴉石庄、牛埔庄、璞石閣庄、城仔埔庄、貓公社庄、螺仔坑庄、針塱庄、迪街庄、新尾園庄、大吧塱庄、加納社庄

### 日治時期
新鄉共轄5個庄村社：
- 今關山鎮境內：雷公火社、里壠庄
- 今池上鄉境內：新開園庄、池上村、萬安庄